# اللواء التاسع مدرع (اليمن)
اللواء التاسع مدرع هو لواء مدرع يمني يتبع للمنطقة العسكرية السادسة، يتمركز اللواء حالياً في مدينة عمران، بعد أن تم نقله من محافظة صعدة ليحل محل اللواء 310 مدرع.

## تاريخ
يعتبر أحد ألوية الحرس الجمهوري اليمني سابقاً وكان قبلها يتبع الفرقة الأولى مدرع، وكان اللواء متمركزاً في محافظة صعدة حتى 2014 عندما نقل إلى مدينة عمران عاصمة محافظة عمران ليحل محل اللواء 310 مدرع.